# Петрогенезис
Петрогенезис (от греч. πέτρος — камень и γένεσις — происхождение) — раздел  петрологии, изучающий процессы образования и эволюции магматических и метаморфических горных пород.

## История
Исследования в этой отрасли науки начались в XVIII веке, когда ученые того времени разделились на две группы, одна из которых, так называемые «Neptunians» считали, что все виды геологических пород, образовались путём осаждения из воды. Сторонники этой теории стали называться по имени древнеримского бога морей Нептуна. Другая группа, под названием Plutonians (от имени бога Плутона) выступала за теорию образования пород из магмы (расплавленной массы, образованной в глубинных зонах Земли).
Серьёзные исследования начавшиеся в XIX веке, привели к выводу, что породы, в зависимости от их возраста, делятся на три основные категории:
- Вулканические (изверженные) или магматические породы, образовавшиеся в результате затвердевания расплавленной массы (магмы или лавы),
- Осадочные породы, существующие в термодинамических условиях, характерных для поверхностной части земной коры, и образующиеся в результате переотложения продуктов выветривания и разрушения различных горных пород, химического и механического выпадения осадка из воды, жизнедеятельности организмов или всех трёх процессов одновременно.
- Метаморфические породы, полученные из более древних пород, образованные в толще земной коры в результате изменения (метаморфизма) осадочных и магматических горных пород вследствие изменения физико-химических условий.